# الزرفة (فلم)
الزَّرْفَة: الهروب من جحيم هنهونيا فلم كوميدي وإثارة سعودي بدأ عرضه في صالات السينما في 3 يوليو 2025م، وهو من بطولة محمد شايف، حامد الشراري، وأحمد الكعبي، ومن كتابة إبراهيم الخير الله ومحمد القرعاوي، وإخراج عبد الله ماجد.

## الاسم والقصة
«الزَّرْفَة» كلمة في بعض اللهجات السعودية الدارجة وتعني السرقة السريعة.
وتبدأ قصة الفلم من خلف الشاشات، بالتقاء ثلاثة شباب (حمد ومعن وسند) عبر الألعاب الإلكترونية، ليجدوا أنفسهم فجأة موظفين في سلسلة مطاعم تتبع «مجموعة الهنهوني القابضة»، ثم ينجرف الثلاثي إلى عملية سرقة قطعة فنية نادرة، تقودهم إلى سجن الجفرة، وهناك تبدأ الرحلة الحقيقية: الهروب من جحيم هنهونيا.

## الإنتاج
- صور فلم الزرفة على مدى 32 يومًا في مدينة الرياض، وتضمن الإنتاج التصوير في 10 مواقع مختلفة وبناء أكثر من 32 ديكورًا متنوعًا من تنفيذ الشركة السعودية مخزن 7.
- الفلم من إنتاج أفلام الشميسي، واستوديو تلفاز11 صندوق Big Time، المنتج التنفيذي إبراهيم الخير الله، وعلي الكلثمي، وعلاء فادن، و«بيغ تايم فاند».[5]

## إنجازات
- بدأ عرض الفلم في صالات السينما في السعودية في 3 يوليو 2025م، وحقق خلال أول ثلاثة أيام من عرضه إيرادات بلغت 7 ملايين و903 آلاف و558 ريالا سعوديا (مليونان و165 ألفاً و358 دولار).[6][7]
- تصدر الزرفة شباك التذاكر خلال الأسبوع الثاني من شهر يوليو 2025م، بإجمالي إيرادات بلغ 9.3 مليون ريال، محققاً مبيعات بلغت 200.8 ألف تذكرة.[8]
- حقق الفلم في الأسبوع الثالث من عرض في يوليو 2025م إيرادات بلغت 24.3 مليون ريال سعودي «6.47 مليون دولار»، وباع في شباك التذاكر السعودي 505,366 تذكرة.[9]
- تصدره قائمة الأفلام السعودية والعربية في شباك التذاكر لعام 2025، بعد أن سجل 638 ألف تذكرة مباعة خلال ستة أسابيع فقط. متفوقاً على أعمال عربية، منها «شباب البومب 2» الذي حقق 603,943 تذكرة خلال 14 أسبوع، و«الهنا اللي أنا فيه» الذي سجل 563,547 تذكرة خلال 16 أسبوع.[10] وكتب  رئيس الهيئة العامة للترفيه المستشار تركي آل شيخ في تغريدة عبر حسابه بمنصة "إكس": "الزرفة اليوم هو أعلى فيلم عربي في سنة 2025 وما زال بالسينما يعرض في السعودية، هذا ملخص صغير لأداء الزرفة بعد 6 أسابيع فقط: أكبر فيلم سعودي وعربي في شباك التذاكر السعودي لعام 2025 بـ 638,000 تذكرة خلال 6 أسابيع فقط".[11]

## طاقم العمل
| م  | الممثل             | الدور               |
| -- | ------------------ | ------------------- |
| 1  | محمد شايف          | معن                 |
| 2  | حامد الشراري       | سند                 |
| 3  | أحمد الكعبي        | حمد                 |
| 4  | إبراهيم الخير الله | عبد اللطيف الهنهوني |
| 5  | روبرت نبر          |                     |
| 6  | فهد المطيري        |                     |
| 7  | أضواء بدر          |                     |
| 8  | خالد عبد العزيز    | أبو حامد            |
| 9  | زياد العمري        |                     |
| 10 | عبد الله الربيعة   |                     |
| 11 | وائل الشيباني      |                     |
| 12 | راشد المدهش        |                     |
| 13 | محمد الدوخي        | [ 12 ]              |